# Christian Bohman
Christian Bohman, född 1892, död 1950, var en svenskamerikansk karossmakare.

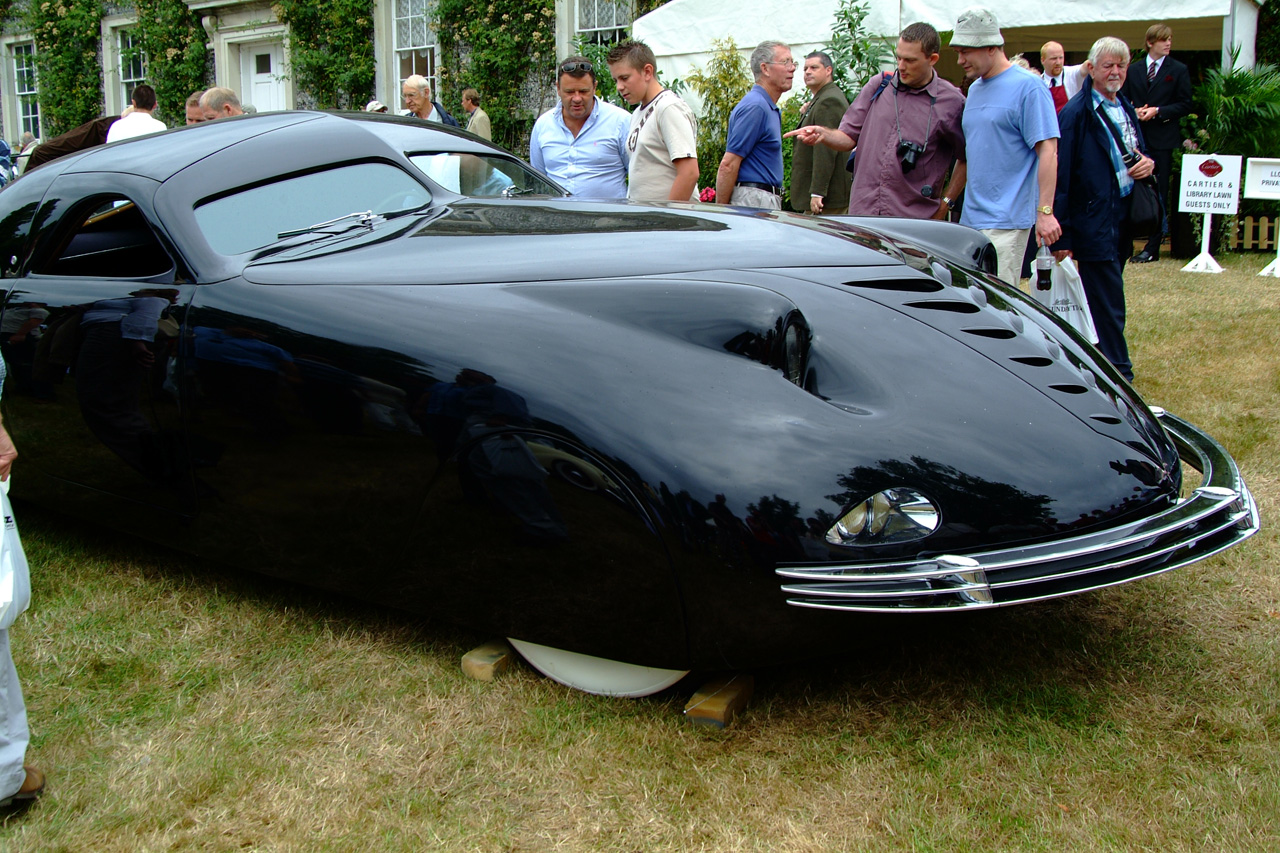
Phantom Corsair med Bohman & Schwartz-kaross.

Christian Bohman började som lärling hos en karossmakare i hemstaden Stockholm. År 1910 emigrerade han till New York. Där arbetade han för flera karossmakare, innan han hamnade hos Healey & Co. När dessa köptes upp av Walter M. Murphy Co. flyttade Bohman till Pasadena, Kalifornien för att bli förman hos sin nye arbetsgivare. Hos Murphy lärde han känna österrikaren Maurice Schwartz.
Bohman lämnade Murphy 1930 för att starta egen verkstad och när Murphy lade ner verksamheten två år senare slog han sig samman med den tidigare kollegan Schwartz och bildade Bohman & Schwartz. Schwartz skötte tillverkningen medan Bohman tog hand om försäljningen. För formgivningen tog de hjälp av frilansande designers, främst Wellington Everett Miller. Bohman & Schwartz byggde efter kundens önskemål, utan näsvisa invändningar om snille och smak och hade många kunder bland tidens Hollywood-kändisar. Bohman & Schwartz mest kända skapelse blev Phantom Corsair från 1937, byggd i ett enda exemplar på Cord 810-bas för H. J. Heinz son Rust Heinz.
År 1947 avvecklade Bohman och Schwartz sitt gemensamma företag, men bedrev sina respektive verksamheter i samma lokal. Christian Bohman startade Bohman & Son, som han drev tillsammans med sonen Lawrence Christian Bohman fram till sin död 1950.